# ارتش مرکزی ژاپن
ارتش مرکزی ژاپن (انگلیسی: Central Army) یکی از پنج ارتش میدانی منطقه‌ای نیروی زمینی دفاع‌ازخود ژاپن است. ستاد مرکزی ارتش مرکزی در ایتامی، استان هیوگو قرار دارد. مسئولیت این ارتش دفاع از منطقه چوگوکو، منطقه کانسای، شیکوکو و نیمه جنوبی منطقه چوبو است.
ارتش مرکزی ژاپن در سال ۱۹۶۰ تأسیس شد. هم‌اکنون سپهبد تایزو هوریئی فرماندهی ارتش مرکزی ژاپن را برعهده دارد.
فرمانده هر ارتش منطقه‌ای برعهده یک سپهبد است. در این ارتش دو لشکر و دو تیپ به عنوان نیروهای اصلی آن فعالیت می‌کنند و ۳۱ پادگان، پنج پادگان فرعی و ۲۱ ستاد همکاری محلی تحت نظارت آن قرار دارند.